# گلوکوزیل‌سرامیداز
گلوکوزیل‌سرامیداز (انگلیسی: Glucosylceramidase) آنزیمی است که واکنش شیمیایی زیر را کاتالیز می‌کند:
D-glucosyl-N-acylsphingosine + H2O {\displaystyle \rightleftharpoons } D-glucose + N-acylsphingosine
همان‌طور که مشاهده می‌شود، سوبسترای این واکنش، دو ملکولِ «دی-گلوکوزیل-ان-اسیل‌اسفینگوزین» و «آب» هستند و محصول نهایی، دی-گلوکز و اِن-اسیل‌اسفینگوزین است.
این آنزیم متعلق به خانوادهٔ هیدرولازها است.

## بیشتر بخوانید
- Brady RO, Kanfer J, Shapiro D (1965). "The metabolism of glucocerebrosides: I. Purification and properties of a glucocerebroside-cleaving enzyme from spleen tissue". J. Biol. Chem. 240: 39–43.
- Vaccaro AM, Muscillo M, Suzuki K (1985). "Characterization of human glucosylsphingosine glucosyl hydrolase and comparison with glucosylceramidase". Eur. J. Biochem. 146 (2): 315–21. doi:10.1111/j.1432-1033.1985.tb08655.x. PMID 3967661.